# Idaea neavei
Idaea neavei là một loài bướm đêm trong họ Geometridae.